# Eugenio Barba
Eugenio Barba (* 29. října 1936 Brindisi) je italský divadelní režisér žijící v Dánsku, principál souboru Odin Teatret, herecký pedagog a přední teoretik tzv. druhé divadelní reformy.
Pochází z rodiny důstojníka a absolvoval neapolskou vojenskou školu Nunziatella, armádní kariéru však odmítl a v roce 1954 odešel do Norska. Zde se živil původně jako námořník a dálkově vystudoval literaturu a religionistiku na Univerzity v Oslu. V šedesátých letech pobýval jako stipendista UNESCO v Polsku, kde působil v Teatru 13 Rzedow v Opolí pod vedením Jerzyho Grotowského. V roce 1964 založil spolu se spisovatelem Jensem Bjørneboem v Oslu amatérský soubor Odin Teatret, který od roku 1966 sídlí ve zadaptované stodole v dánském městě Holstebro. Od roku 1979 je součástí divadelního areálu také Mezinárodní škola divadelní antropologie.
Barba vytvořil v různých zemích 65 inscenací. Je autorem koncepce „třetího divadla“, které se vymezuje vůči klasickým kamenným divadlům i vůči avantgardě. Odmítá podřízenost divadla dramatickému textu, vyjadřuje se k aktuálním sociálním otázkám a jako režisér pracuje s neherci z různých komunit. Inspiruje se Grotowského pojetím „divadla-laboratoře“, postupy antického divadla i mimoevropskou divadelní tradicí, například indickým žánrem kathakali. Eugenio Barba obdržel v roce 2017 čestný akademický titul doctor honoris causa na Janáčkově akademii múzických umění.

## Dílo
- Eugenio Barba, Nicola Savarese: Slovník divadelní antropologie. O skrytém umění herců. Institut umění - Divadelní ústav a Nakladatelství Lidové noviny, Praha 2000. ISBN 80-7008-109-0